# Lea Bischof
Lea Bischof (* 10. November 1936 in Luzern; † 1. Februar 2007 ebenda) war eine Schweizer Sängerin des Hot Jazz und des Swing und galt als „Swiss Lady of Blues ’n’ Swing“.
Lea Bischof wurde 1962 von Mani Planzer “entdeckt” und hatte ihren ersten Auftritt im gleichen Jahr in der Matthäuskirche in Luzern, wo sie Gospel und Spirituals vortrug. In den folgenden Jahren trat sie auf dem Zürcher Jazzfestival auf, wo sie 1963, 1964 und 1967 mit dem ersten Platz ausgezeichnet wurde. 1965 hatte sie erste Plattenaufnahmen mit Chester’s Tea Pot Combo.

## Diskographie
- Lake City Stompers (1975)
- Buddha’s Gamblers: Ballads and Happy Songs (SVS, 1982)
- Sepp Dörig Big Band (Canova, 1983)
- Lea Bischof (1992, mit Richard Decker, Roman Dyląg, Matthias Kuert)
- Lake City Stompers 30 Jahre – Bäumig! (Phonoplay, 1994)

## Lexigraphische Einträge
- Bruno Spoerri:  Biografisches Lexikon des Schweizer Jazz CD-Beilage zu: B. Spoerri (Hrsg.): Jazz in der Schweiz. Geschichte und Geschichten. Chronos-Verlag, Zürich 2005, ISBN 3-0340-0739-6